# 高野あさお
高野 あさお（たかの あさお、本名・高野 阿佐緒〔読み同じ〕、1959年1月2日 - ）は、日本のラジオパーソナリティ。兵庫県神戸市東灘区出身。芦屋女子短期大学英文学科卒業。所属事務所は大阪テレビタレントビューロー（TTB）。姉はタレントの高野五十鈴。

## 人物
芦屋女子短期大学（現在の芦屋学園短期大学）を卒業後に、丸紅への勤務を経てラジオパーソナリティに転身。転身当初の活動名義は本名（高野 阿佐緒）で、1981年4月に『神戸発日曜午後1時』（ラジオ関西）の「ポップレポーター」（生中継リポーター）として番組デビューを果たすと、1983年3月まで出演を続けた。
1986年からは、朝日放送→朝日放送（ABC）ラジオ制作の番組にも出演。当時生放送番組で運用していた中継車「テレッカー」のリポーター（放送上の呼称は「テレッカーギャル」）を経て、1993年4月から5年半にわたって『おはようパーソナリティ道上洋三です』（『おはパソ』）のアシスタントを務めた。
『おはパソ』出演期間中の1995年1月17日（火曜日）には、本番に向けて朝日放送の本社屋（当時は大阪市北区大淀南）へ入る直前（5:46）に阪神・淡路大震災へ遭遇。被害の最も大きかった神戸市東灘区内の実家からスタジオへ通っていたため、メインパーソナリティ・道上洋三の厚意で放送中に早退を認められたものの、渋滞と停電の影響で半日を過ぎても帰宅できなかった。そのため、発災の翌日から数日間にわたって、道上の自宅（被災地域ながら高野の実家より同局の本社に近い兵庫県伊丹市内）へ身を寄せた。後に実家へ帰宅できてからも、震災の惨状を目にしながら朝日放送本社のスタジオへ通っては、『おはパソ』の中で被災者向けの情報や被災者からのメッセージを伝え続けた。
『おはパソ』のアシスタントを1998年9月に卒業してからも、『全力投球!!妹尾和夫です』などの生ワイド番組を中心に、ABCラジオで多数の番組にレギュラーで出演。2012年4月から2013年3月までは、全曜日に通年のレギュラー番組があった（月 - 金曜夕方：『征平・あさおのどす恋ラジオ』、月曜夕方：『高野あさおの週刊・おーmyとーく!』、水曜深夜＝木曜未明：『もうすぐ夜明けABC』、土曜早朝：『おーそれ　みーお!』、日曜午前：『高野あさおの週刊・おーmyとーく!・サンデー』）。また、『歌はおまかせ小山乃里子です』でアシスタントを務めた頃からは、小山乃里子・桜井一枝・永田まりとともに「ビューティー4」として親しまれている。
趣味は、食べ歩き・ゴルフ・サックスの演奏など。2000年には、「ハッピーラッキーバンド」のアルトサックス奏者として、カーネギーホールで演奏を披露した。その一方で、独身であることを出演番組でたびたび公言。2018年に実父を亡くすまでは、家族との同居を続けていた。

### 「ホワイトタンク」
ABCラジオでは近年、『桑原征平粋も甘いも』（2021年9月23日まで放送されていた木曜分のアシスタントを永田が担当、以下『粋甘』と略記）で高野に関する話題が出ることが多い。その場合には、高野の特徴である体型、白色を基調としたファッション、公式ブログで頻繁に披露する食べ歩きの話題などにちなんで、パーソナリティの桑原征平やリスナーから「ホワイトタンク」と呼ばれている。同番組では2010年12月に、「ホワイトタンク」を同年の「粋甘流行語大賞」に決定。一時は、Yahoo! JAPANなどの検索ランキングにおいて、「ホワイトタンク」が1位を記録したこともあったという。
高野自身も、2011年8月18日（木曜日）放送の『粋甘』に、夏期休暇中の桑原の代役として初出演。当日のパートナー・永田を相手に、「ホワイトタンク」という呼称について、「そう呼ばれる理由が自分にはよく分からないが、（同番組で）話題になってからは、ABCの本社へ行く時に白い服を着られなくなった」と語っている。
2013年には、『粋甘』にて桑原が「高野あさおにドイツ軍のヘルメットを被せたら面白い」という内容の発言をしたことからできた言葉「あさおのヘルメット」が、同年の「粋甘流行語大賞」に決まった。
2012年4月からは、ラジオショッピングと連動したABCラジオの収録番組『征平・あさおのどす恋ラジオ』で、その桑原と9年半にわたって共演していた。ちなみに、2015年9月まで同番組の前半で放送していた「男と女のどす恋（こい）劇場」では、桑原とともにショートコントを披露。桑原からは、「どす恋姉さん」とも呼ばれている。

## 現在出演中の番組
いずれも朝日放送ラジオ（ABCラジオ）の番組
- おーそれ みーお!（法律情報番組、2010年10月 - 、土曜6:45 - 7:00）
- 高野あさおの快適生活ラジオショッピング!（2019年4月 - 、木曜 17:00 - 17:10）
- ほたるまち発　ひろし・あさおのタビラジ!（2022年3月28日 - 、月曜 18:30 - 19:00）
  - 「ひろし」（朝日放送テレビアナウンサーの柴田博）と共同で進行する旅行情報番組で、前日まで11年間にわたって放送されていた『柴田博のほたるまち旅行社』および、かつて同じ時間帯に編成されていた『高野あさおの週刊・おーmyとーく!』から旅行関連の企画を継承。

## 過去の出演番組
- 桂小米朝の土曜は音楽気分（KBS京都ラジオ）

以下の番組は、いずれもラジオ関西で放送。
- 神戸発日曜午後1時（本名の「高野阿佐緒」名義で「ポップレポーター」を担当、1981年4月 - 1984年3月）
- ミュージック・ワイド うたOh!ビッグサンデー～純情気分でJ-SONG～（パーソナリティ、2000年4月 - 2002年3月）

以下の番組は、いずれもABCラジオで放送。
- おはようパーソナリティ道上洋三です（8代目アシスタント、1993年4月5日 - 1998年10月2日）
- 歌はおまかせ小山乃里子です
- フレッシュアップモーニング ファイト!DO曜日です（妹尾和夫と共演、1999年4月 - 2003年9月）
- 全力投球!!妹尾和夫です（月～木曜初代アシスタント、2003年9月29日 - 2008年3月27日）
- 歌謡大全集（2010年度まで放送されたナイターオフ番組、2001・2002年度水曜パーソナリティ）
- どんなんかな?阪大工学部（2006年度 - 2010年度、ナイターオフ限定で放送）
- もうすぐ夜明けABC（水曜深夜＝木曜未明最終パーソナリティ、2008年4月2日深夜 -　2017年12月27日深夜）
- ABC発午前1時（『もうすぐ夜明けABC』とともに水曜深夜＝木曜未明パーソナリティを担当、2008年4月2日深夜 - 2009年7月2日深夜）
- 高野あさおのおーmyとーく!（2008年度のナイターオフ番組、火 - 金曜18:50 - 19:00）
- 高野あさおのモーニング　フレッシュ!（『おーそれ　みーお!』の前身番組、2009年7月11日 - 2010年9月）
- 夜は、おととも（『ABC発午前1時』と同じ扱いで水曜深夜＝木曜未明パーソナリティを担当、2014年4月2日深夜 -　2017年12月27日深夜）
- 兵動大樹のほわ〜っとエエ感じ。（西イチグルメ決定戦とのタイアップ企画「突撃!あさおのサービスエリア訪問」リポーター、2014年10月 - 12月）
- 伊藤史隆のOn-site RADIO（2016年7月4日放送分にゲスト出演）
- 高野あさおの週刊・おーmyとーく!（2008年3月31日 - 2021年3月29日、月曜19:30 - 20:00 → 月曜18:05 - 18:35 →　月曜18:30 - 18:50　→　日曜8:10 - 8:40 → 月曜18:30 - 19:00＜ナイターイン期間＞・月曜18:30 - 18:50＜ナイターオフ期間＞）
- 征平・あさおのどす恋ラジオ（2012年4月2日 - 2021年9月22日、月 - 金曜　→　月・火曜　→　木・金曜　→　金曜 　→　水曜 17:00 - 17:10）
- 高野あさおの週刊おーmyとーく!・サンデー（ 不明 - 2019年3月31日）
- 高野あさおの夕方ちょことーーく!（2019年4月 - 2021年9月、金曜 17:00 - 17:10）
- 高野あさおのあさohとーく（2021年4月 - 2022年3月、日曜 6:00 - 6:20）

## 関連人物
- 桑原征平
- 小山乃里子
- 妹尾和夫
- 道上洋三
- 柴田博